# Nột Lặc Hách
Nột Lặc Hách (chữ Hán: 訥勒赫; 4 tháng 6 năm 1881 – 14 tháng 2 năm 1917) là một hoàng thân của nhà Thanh trong lịch sử Trung Quốc, người thừa kế thuộc 1 trong 12 tước vị Thiết mạo tử vương. Ông tập tước vị Thiết mạo tử vương khi chỉ mới 2 tháng tuổi, là Thiết mạo tử vương trẻ tuổi nhất lịch sử nhà Thanh. Ông cũng là một trong những Tông thất được Quang Tự Đế coi trọng, thường xuyên thay mặt Hoàng đế làm các buổi tế lễ.

## Cuộc đời
Nột Lặc Hách được sinh ra vào giờ Dần, ngày 8 tháng 5 (âm lịch) năm Quang Tự thứ 7 (1881), trong gia tộc Ái Tân Giác La, thuộc bối tự Hằng (恒). Ông là con trai duy nhất của Thuận Thừa Mẫn Quận vương Khánh Ân, mẹ ông là Thứ Phúc tấn Dương Giai thị (楊佳氏). Năm Quang Tự thứ 7 (1881), chỉ 2 tháng sau khi ông được sinh ra, phụ thân ông qua đời, nên ông được thế tập tước vị Thuận Thừa Quận vương (順承郡王) đời thứ 15. Có thể nói ông là vị Thiết mạo tử vương được thế tập nhỏ tuổi nhất trong lịch sử nhà Thanh.
Năm thứ 15 (1889), Quang Tự Đế nhân dịp vừa hoàn thành đại hôn với Hiếu Định Cảnh Hoàng hậu mà ban ân cho Tông thất và quan viên, mặc dù theo lệ của nhà Thanh, các Tông thất tập tước chưa đủ 18 tuổi thì chỉ nhận được một nửa bổng lộc, nhưng Nột Lặc Hách được thưởng cho phép hưởng toàn bộ bổng lộc Thân vương. 5 năm sau, lại nhân dịp thọ thần 60 của Từ Hi Thái hậu, Nột Lặc Hách được ban thưởng thêm hai ngàn lượng bạc mỗi năm. Không lâu sau, Quang Tự Đế lại phụng chỉ của Từ Hi Thái hậu gia phong cho mẹ của Nột Lặc Hách từ Thứ Phúc tấn trở thành Trắc Phúc tấn của Thuận Thừa Mẫn Quận vương Khánh Ân.
Năm thứ 24 (1898), tháng 2, ông nhậm Tổng tộc trưởng của Tương Hồng kỳ. Đến tháng 10, trong quá trình chuẩn bị cho lễ tế Đông chí vào ngày 10 tháng 11, Quang Tự Đế ra chỉ dụ rằng bản thân gần đây đang phải uống thuốc điều trị, đi lại không được như bình thường, sợ rằng nếu miễn cưỡng làm sẽ không thể hiện đủ sự thành kính, liền lệnh cho Nột Lặc Hách thay mặt làm lễ. Đến tháng 11, ông theo chỉ dụ thay mặt Quang Tự Đế làm lễ tế Đông chí. Năm thứ 26 (1900), ông tiếp tục thay mặt Hoàng đế thực hiện các tế lễ quan trọng như dâng ngũ cốc cho Thượng Đế vào tháng giêng và tiết Xuân phân vào tháng 2.
Năm thứ 27 (1901), tháng giêng, ông cùng với Thuần Thân vương Tái Phong và Bối tử Phổ Luân được phái làm Duyệt binh đại thần. 1 tháng sau, quản lý sự vụ Chính Hồng kỳ Giác La học. Đến tháng 12, Quang Tự Đế tiến hành tế Đại xã tắc, lễ tế phương trạch được giao cho Duệ Thân vương Khôi Bân, lễ tế triêu nhật giao cho Túc Thân vương Thiện Kỳ, lễ tế tịch nguyệt được giao cho Nột Lặc Hách, cáo tế Đông lăng được giao cho Cung Thân vương Phổ Vĩ và cáo tế Tây lăng giao cho Bối tử Phổ Luân. Tháng 3 năm thứ 28 (1902), ông được giao quản lý Nhạc bộ (樂部) và Mông Cổ âm luật xứ. Một năm sau, ông được Quang Tự Đế phái đi thắp hương ở Thời Ứng cung một lần, Hắc Long đàm hai lần và Chiêu Hiển miếu ba lần. Năm thứ 30 (1904), tháng 9, ông trở thành Nội đại thần, được ban thưởng Tam nhãn Hoa linh. Năm thứ 31 (1905), tháng 5, ông thay thế Thiện Kỳ trở thành Đô thống Mông Cổ Tương Hoàng kỳ. Tháng 11 cùng năm, quản lý Viên Minh viên Bát kỳ Bao y Tam kỳ Quan binh và sự vụ Điểu thương doanh.
Năm thứ 32 (1906), trong tháng 4 và tháng 5, ông ba lần được Quang Tự Đế phái đi thắp hương ở Thời Ứng cung. Đến tháng 8, ông lại thay mặt Hoàng đế tế lễ Thu phân. Tháng 9, ông nhậm chức Tông Nhân phủ Hữu tông nhân và được điều làm Đô thống Mãn Châu Tương Hồng kỳ. Năm thứ 33 (1907), tháng 5, ông hai lần được phái đi thắp hương ở Hắc Long đàm. Tháng 9, ông thay quyền Tương Hoàng kỳ Lĩnh thị vệ Nội đại thần. Tháng 10 năm thứ 34 (1908), Quang Tự Đế qua đời, Phổ Nghi theo lệnh Từ Hi Thái hậu nhập kế đại thống, kế thừa ngôi vị, lệnh cho Nột Lặc Hách cùng với Túc Thân vương Thiện Kỳ chủ trì việc tang lễ cho Đại hành Hoàng đế.
Năm Tuyên Thống nguyên niên (1909), Nột Lặc Hách thay mặt Phổ Nghi làm lễ tế ở Thái miếu. Đến tháng 9, ngày dời linh cữu của Từ Hi Thái hậu, sau khi hoàn tất lễ ở lăng tẩm, thần bài được đưa về kinh thành, Nột Lặc Hách tiếp tục được thay mặt Phổ Nghi làm lễ dọc đường đi. Cùng trong thời gian này, ông cùng với một số Vương đại thần khác được phái luân phiên trực ban ở Tạm an điện. Sau khi linh cữu của Từ Hi Thái hậu được đưa vào địa cung, mọi việc của tang lễ hoàn thành thì tất cả những Vương đại thần đã thực hiện các tế lễ đều được ban thưởng thăng hai cấp. Năm thứ 2 (1910), tháng 2, ông được phái đi làm lễ tế tiên sư Khổng Tử. Tháng 4 năm sau, ông lại tiếp tục thay mặt Hoàng đế làm lễ tế tại Thái miếu. Cũng trong tháng này, Cung Thân vương Phổ Vĩ vì ngã bệnh mà không thể tiếp tục công việc, Nột Lặc Hách thay thế trở thành Tổng lý Cấm yên sự vụ Đại thần.
Năm Dân Quốc thứ 6 (1917), ngày 3 tháng giêng (âm lịch), ông qua đời, thọ 37 tuổi, được truy thụy Thuận Thừa Chất Quận vương (順承質郡王). Ông là vị Thuận Thừa Quận vương chính thức cuối cùng của nhà Thanh.

## Gia quyến
- Đích Phúc tấn: Na Lạp thị (那拉氏), con gái của Thừa Ân công Quế Tường (桂祥), là em gái của Long Dụ Thái hậu.
- Con thừa tự: Văn Quỳ (文葵; 1911 – 1992), là con trai thứ ba của Phụng ân Tướng quân Trường Phúc (长福) – con trai thứ ba của Tam đẳng Phụ quốc Tướng quân Khiêm Đức (谦德) – con trai thứ sáu của Trấn quốc Tướng quân Xuân Hữu (春佑) – con trai thứ năm của Thuận Thừa Giản Quận vương Luân Trụ. Năm 1917 được thế tập tước vị Thuận Thừa Quận vương. Năm 1945 tước vị chính thức chấm dứt.